# Leandra navicularis
Leandra navicularis är en tvåhjärtbladig växtart som beskrevs av Alexander Curt Brade. Leandra navicularis ingår i släktet Leandra och familjen Melastomataceae. Inga underarter finns listade i Catalogue of Life.